# Заливаха Опанас Іванович
Опана́с Іва́нович Залива́ха (26 листопада 1925, Гусинка, Куп'янський район — 24 квітня 2007, Івано-Франківськ) — український живописець, член Клубу творчої молоді (1960–1964), відомий шістдесятник.

## Життєпис

Ескіз вітража «Шевченко. Мати» (1964)

Юність О. Заливахи минула на Далекому Сході СРСР і в Сибіру, куди його сім'я втекла з рідної Харківщини від Голодомору 1930-х років.
Тоді просто так не випускали, і батько Опанаса виготовив два вулики начальству села. Так вони оселились в Уссурійському краї. Там у Заливахи прокинулась любов до малювання. У 1941 році він планує поступити в художнє училище, втім, планам завадила Друга світова війна — як наслідок, училище закрили. Сам Опанас переїжджає в Іркутськ. Після війни у 1946 році повторює спробу й вступає в Академію мистецтв у Ленінграді. Однак і цього разу йому не вдалось вдало закінчити навчання. 1947 року вступив до Інституту живопису, скульптури та архітектури імені Іллі Рєпіна в Ленінграді (нині Санкт-Петербург). Ще студентом він просто зневажав радянську систему, за що був вигнаний із другого курсу «за поведінку, недостойну радянського студента». Причина — не прийшов з іншими студентами на зустріч із кандидатом у депутати. Відновитись і закінчити навчання Заливаха зумів тільки у 1960 році.
1957 року приїхав на практику до Косова (Гуцульщина). Через 4 роки оселився в Україні. Працював у галузі станкового живопису та графіки.
1960–1961 — художник Тюменського художнього фонду.
1961–1965 — художник Івано-Франківського художнього фонду.
У Івано-Франківьку, куди приїхав 1961 року, відбулася його перша виставка. Експонувалася вона в обласному краєзнавчому музеї приблизно протягом двох тижнів. Опанас поклав книгу відгуків, де з'явилися дещо суперечливі записи. Через це виставка терміново завершила свою роботу за наказом відділу культури обкому партії. Як згадує митець, книгу відгуків хотіли вилучити: «Казали: „Нам это интересно будет почитать“». Але я відповів: «Мені й самому вона цікава». То так її і забрав. Пізніше, вже під час суду наді мною, заявили (певно, маючи на увазі цю виставку): «Вы вызвали раскол в нашем дружном товариществе художников». Я, відверто кажучи, не сподівався такої похвали. Ситуація ж була загалом просто трагікомічною. Деякі з моїх картин, які я малював у Сибіру, вже тут, в Івано-Франківську, потрапили за кордон. До моєї творчості виникло якесь зацікавлення. От саме тоді й з'явилось оте нью-йоркське запрошення [ред. — для експонування на виставці], яке, на жаль, так і залишилось усього лиш запрошенням, доброю пам'яттю про минулі роки.
Восени 1962 року познайомився з молодими київськими художниками, поетами, критиками. Активно долучився до правозахисної діяльності.
1964 року в співавторстві з Аллою Горською, Людмилою Семикіною, Галиною Севрук та Галиною Зубченко було створено вітраж «Шевченко. Мати» до 150-річчя Тараса Шевченка у вестибюлі Червоного корпусу КНУ. Скликана після цього комісія кваліфікувала його як ідейно ворожий, тож вітраж був знищений адміністрацією університету.
1965–1970 роках відбував покарання за статтею 62 Карного кодексу УРСР («за антирадянську агітацію та пропаганду») — 5 років у таборі № 385 (Мордовія). У кінці 1964 року його заарештували за підозрілу діяльність, від'їзди до Києва та «пропагандистську» діяльність на п'ять років. У в'язниці йому заборонили малювати, вилучили його екслібриси. І хоча кияни неодноразово зверталися, аби Опанасу надали дозвіл на малювання, дозвіл так і не отримали. Ось так згадує своє ув'язнення: «Я й так постійно жив в одній загальній зоні під назвою СРСР. Спочатку був інтернат, потім інститут у Ленінграді. І всюди давали пайку їжі, звісно, якщо ти був „слухняним“. А потім у тюрмі також давали пайку. Влада завжди намагалася виділити пайку в усьому: і в харчах, і у творчості. Такою вже була та держава. Усе виділялося за рознарядкою».
Опанас Заливаха разом із Вячеславом Чорноволом, Святославом Караванським, братами Горинями, Аллою Горською, Валентином Морозом протестував проти розправ з українськими правозахисниками. У 1968 році підписався під «Листом 139-ти» (відкритий громадський лист на ім'я Леоніда Брежнєва, Олексія Косигіна та Миколи Підгорного з вимогою припинити практику протизаконних політичних судових процесів). Але така завзята боротьба за правду обернулася гоніннями для самих підписантів.
Узимку 1969 року Алла Горська відвідала у Мордовській концтабірній зоні ЖХ-385 Опанаса Заливаху. 28 серпня 1970 року, коли він вийшов з ув'язнення, за її активної участі йому було організовано гучну зустріч у київському ресторані «Наталка». У кінці осені цього ж року Аллу Горську вбили. Заливаха бере участь у похороні шістдесятниці.
Коли вийшов з табору, одружився з Дариною Возняк, племінницею Степана Бандери. Вони виховали сина Ярослава та доньку Ярину. 30 січня 2020 року дружина політв'язня померла.
Вийшовши на волю, художник перебував перед адміністративним наглядом, вдома неодноразово відбувались обшуки. Однак він продовжував малювати. Але великою радістю була можливість малювати. Наприкінці 80-х, коли радянський режим доживав останні роки, до Заливахи прийшло заслужене визнання. Його роботи виставлялись на персональних виставках в Івано-Франківську, Львові, Києві та за кордоном: у Торонто, Лондоні та Нью-Йорку. За незалежної України займався активною просвітницькою діяльністю, плекав відродження національної свідомості.

## Вшанування пам'яті
Український інститут національної пам'яті в рамках відзначення 83-х роковин Голодомору в Україні у листопаді 2016 року вніс його ім'я до проєкту «Незламні», як відзначення на державному рівні 15 видатних людей, що пройшли через страшні 1932—1933 роки та змогли реалізувати себе.
23 листопада 2017 року на пішохідній частині вул. Незалежності в Івано-Франківську художнику був встановлений пам'ятник (скульптор Ігор Семак).
2023 року у місті Київ вулицю Матросова перейменували на вулицю Опанаса Заливахи.
2024 року у місті Дружківка вулицю Грибоєдова перейменували на вулицю Опанаса Заливахи.

## Творчість
Скільки робіт створив Заливаха, нікому достеменно невідомо. Лише 2003 року у видавництві «Смолоскип» вийшов його перший альбом.
Удома художник тримав іконостас загиблих товаришів: Івана Світличного, В'ячеслава Чорновола, Алли Горської. Хотів відкрити свій музей.

### Твори
- «Чайна» (1962).
- «Полтавчанка» (1964).
- «Є і будемо» (1985).
- «Дзвонар» (1987).
- «Червона калина» (1989).
- «ХХ вік», «Мироносиці», «Українська мадонна», «Портрет Василя Стуса», «Портрет Шевченка», «Козака несуть», «Початок» (всі — 1990—1994).
- Вітраж 1963–1964 років «Тарас Шевченко» для Київського університету (у співавторстві з Аллою Горською, Людмилою Семикіною, Галиною Севрук, Галиною Зубченко) — твір знищено, авторів у квітні 1964 року виключено зі Спілки художників.
- Оформлення книг:
  - «Палімпсести» Василя Стуса,
  - «Блудні сини України» Євгена Сверстюка.

Автор спогадів про Аллу Горську в книзі «Алла Горська. Червона тінь калини. Листи. Спогади. Статті» (Київ, 1996).
В 2016 році у видавництві «Лілея НВ» вийшов альбом «Опанас Заливаха», в якому зібрано багато робіт митця. Упорядник Мирослав Аронець. [Архівовано 13 лютого 2017 у Wayback Machine.]

## Премії
- 1989 — Премія імені Василя Стуса.
- 1995 — Шевченківська премія за твори останніх років — «ХХ вік», «Мироносиці», «Українська мадонна», «Портрет Василя Стуса», «Портрет Шевченка», «Козака несуть», «Початок».

## Цитати
| Все можна взяти в чужинця, окрім віри. Віра, взята у чужинця, губить. |

## Інше
У Івано-Франківську планують продати столітню будівлю часів Австро-Угорщини, у якій працював шістдесятник Опанас Заливаха та інші художники.